# Huntington Park (Columbus, Ohio)
Pour les articles homonymes, voir Huntington Park.
Le Huntington Park est un stade de baseball situé dans la zone de l'Arena District (en), au cœur de Columbus, dans l'Ohio. Il est inauguré le 18 avril 2009 avec l'ouverture de la saison de baseball, c'est le terrain de jeu à domicile de l'équipe Triple-A des Clippers de Columbus de la Ligue internationale. Ils évoluent au Cooper Stadium de 1988 à 2008.